# Sphenorhina rubra
Sphenorhina rubra é uma espécie do gênero Sphenorhina.